# Xanthorhoe albifusa
Xanthorhoe albifusa är en fjärilsart som beskrevs av Louis Beethoven Prout 1922. Xanthorhoe albifusa ingår i släktet Xanthorhoe och familjen mätare. Inga underarter finns listade i Catalogue of Life.